# Jean-Pierre Norblin de La Gourdaine
Jean-Pierre Norblin de La Gourdaine, también conocido en polaco como Jan Piotr Norblin (Misy-sur-Yonne, 15 de julio de 1745–París, 23 de febrero de 1830) fue un pintor, grabador y caricaturista francés. 

## Biografía
Estudió en la Academia Real de París. Nombrado en 1774 pintor de la corte del príncipe Adam Kazimierz Czartoryski, residió durante treinta años en Polonia. Realizó para esta familia aristocrática numerosos paneles decorativos con escenas galantes inspiradas en la obra de Watteau: Fiesta campestre (1785, Museo Czartoryski, Cracovia), Fiesta galante (Museo Nacional de Varsovia). Entre 1783 y 1785 pintó Aurora, un fresco de estilo neoclásico para el templo de Diana en el parque de la Arcadia, perteneciente a la princesa Elena Radziwiłł.
Realizó durante esta época numerosos dibujos y grabados de los paisajes y la sociedad polaca, que constituyen un magnífico retrato de la Polonia del momento. También dio testimonio de numerosos acontecimientos históricos: Dieta de 1786 (Museo Czartoryski, Cracovia), Jornada del 3 de mayo de 1791 (Biblioteca de la Academia Polaca de Ciencias, Kórnik), Batalla en la calle Miodowa de Varsovia, 17-4-1794 (Museo Nacional de Varsovia), Ejecución de los traidores en la ciudad vieja de Varsovia, 9-5-1794 (Museo Czartoryski, Cracovia).
En 1804 regresó a Francia, donde continuó pintando temas polacos: Álbum de trajes polacos (1817).
Norblin ejerció un gran influjo en la pintura polaca del siglo XIX. Tuvo como discípulos a Aleksander Orlowski y Michał Płoński.